# Cyathea parkeri
Cyathea parkeri là một loài dương xỉ trong họ Cyatheaceae. Loài này được K.U.Kramer mô tả khoa học đầu tiên năm 1954.
Danh pháp khoa học của loài này chưa được làm sáng tỏ. 